# Economia del Turkmenistan

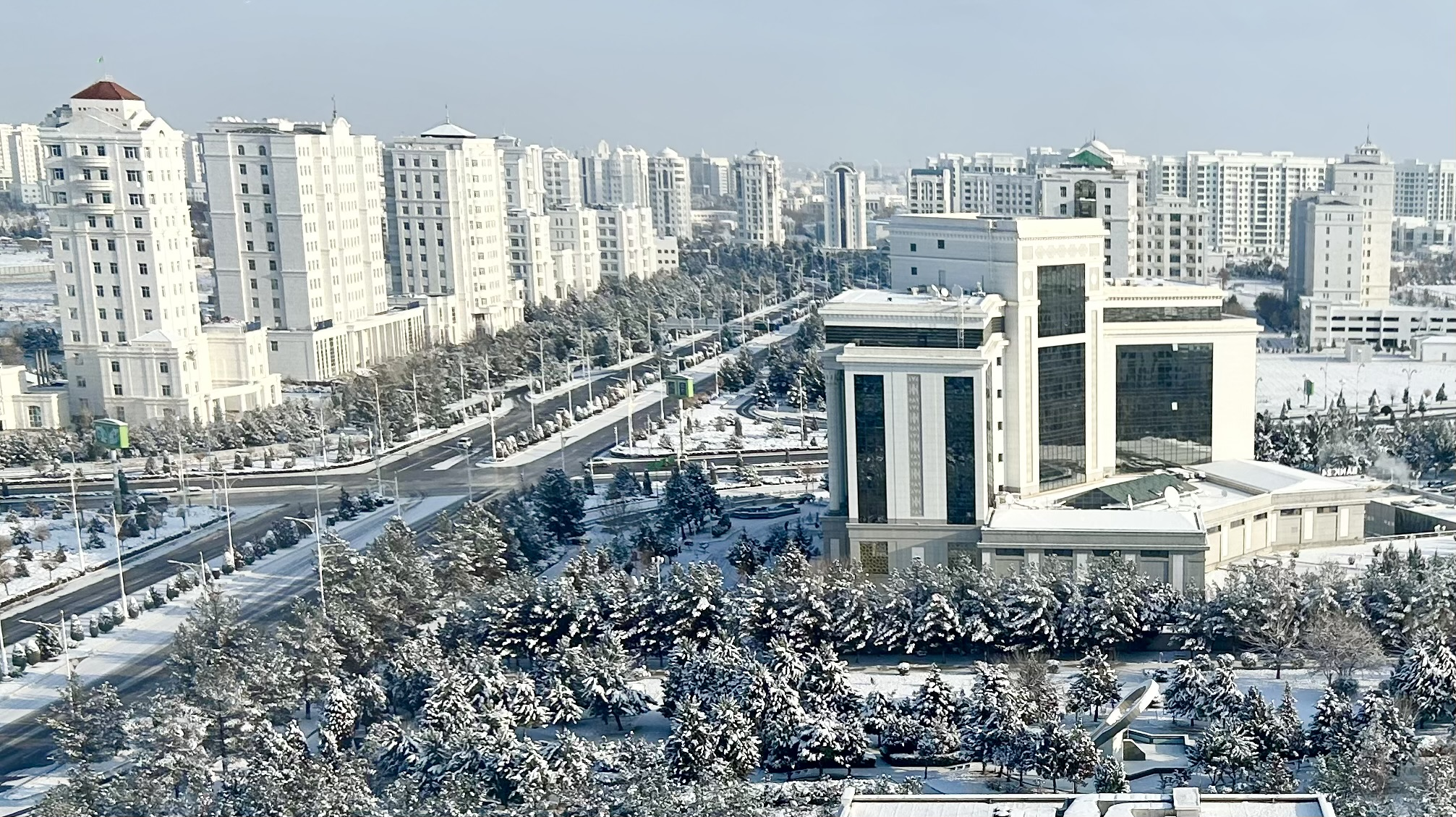
Ashgbat è il principale centro economico, commerciale e finanziario del Turkmenistan

L'economia del Turkmenistan è crescita del 2,3% nel 2024. Il paese possiede la quarta riserva mondiale di gas naturale e ingenti risorse petrolifere.
Le prospettive economiche per il prossimo futuro sono scoraggianti a causa della diffusa povertà interna e del peso del debito estero, unitamente ai prezzi costantemente bassi degli idrocarburi e alla riduzione degli acquisti di gas naturale da parte della Cina. Un riflesso della tensione economica è il tasso di cambio del mercato nero del manat turkmeno, che, sebbene ufficialmente fissato a 3,5 manat per un dollaro statunitense, a novembre 2022 si attestava a 18,5 manat per un dollaro.
Il presidente Niyazov ha speso gran parte delle entrate del paese per ristrutturare ampiamente le città, in particolare Ashgabat. Gli organismi di controllo della corruzione hanno espresso particolare preoccupazione per la gestione delle riserve valutarie del Turkmenistan, la maggior parte delle quali è detenuta in fondi fuori bilancio come il Fondo di Riserva per i Cambi della Deutsche Bank a Francoforte, secondo un rapporto pubblicato nell'aprile 2006 dall'organizzazione non governativa londinese Global Witness.
Secondo un decreto del Consiglio del Popolo del 14 agosto 2003, elettricità, gas naturale, acqua e sale avrebbero dovuto essere sovvenzionati per i cittadini fino al 2030. In base ai regolamenti attuativi, ogni cittadino aveva diritto a 35 kilowattora di elettricità e 50 metri cubi di gas naturale al mese. Lo Stato ha inoltre fornito 250 litri (66 galloni) di acqua al giorno. Tuttavia, dal 1° gennaio 2019, tutti questi sussidi sono stati aboliti, e il pagamento delle utenze è stato implementato.

## Agricoltura. allevamento e pesca

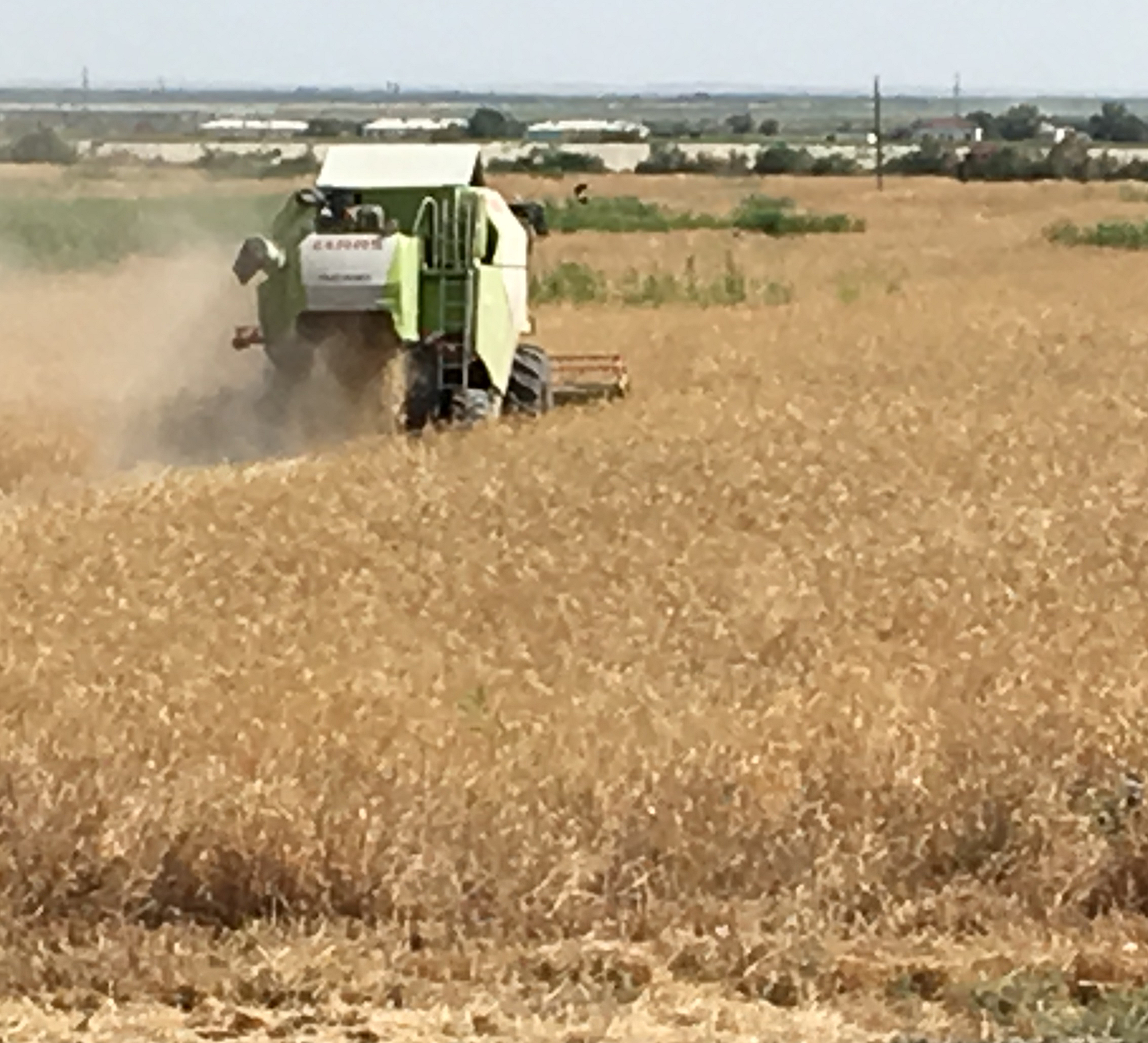
Campo di grano bianco in Turkmenistan

Dopo l'indipendenza nel 1991, le fattorie collettive e statali dell'era sovietica furono convertite in "associazioni di agricoltori". Praticamente tutte le colture agricole vengono irrigate a causa dell'aridità del clima. La principale coltura in termini di superficie coltivata è il grano (761 mila ettari nel 2019), seguita dal cotone (551 mila ettari nel 2019).
Il Turkmenistan è il decimo produttore di cotone al mondo. Il Turkmenistan iniziò a produrre cotone nella valle di Murghab dopo la conquista di Merv da parte dell'Impero russo nel 1884. Secondo le organizzazioni per i diritti umani, i dipendenti pubblici, come insegnanti e medici, sono obbligati dal governo a raccogliere il cotone, sotto la minaccia di perdere il lavoro in caso di rifiuto.
Durante la stagione 2020, il Turkmenistan avrebbe prodotto circa 1,5 milioni di tonnellate di cotone grezzo. Nel 2012, sono stati utilizzati circa 7.000 trattori, 5.000 coltivatori di cotone, 2.200 macchine da cucire e altri macchinari, acquistati principalmente da Bielorussia e Stati Uniti. Prima dell'imposizione del divieto di esportazione di cotone grezzo nell'ottobre 2018, il Turkmenistan esportava cotone grezzo in Russia, Iran, Corea del Sud, Regno Unito, Cina, Indonesia, Turchia, Ucraina, Singapore e Paesi Baltici. A partire dal 2019, il governo del Turkmenistan ha spostato l'attenzione sull'esportazione di filati di cotone e di prodotti tessili e di indumenti finiti.

## Industria

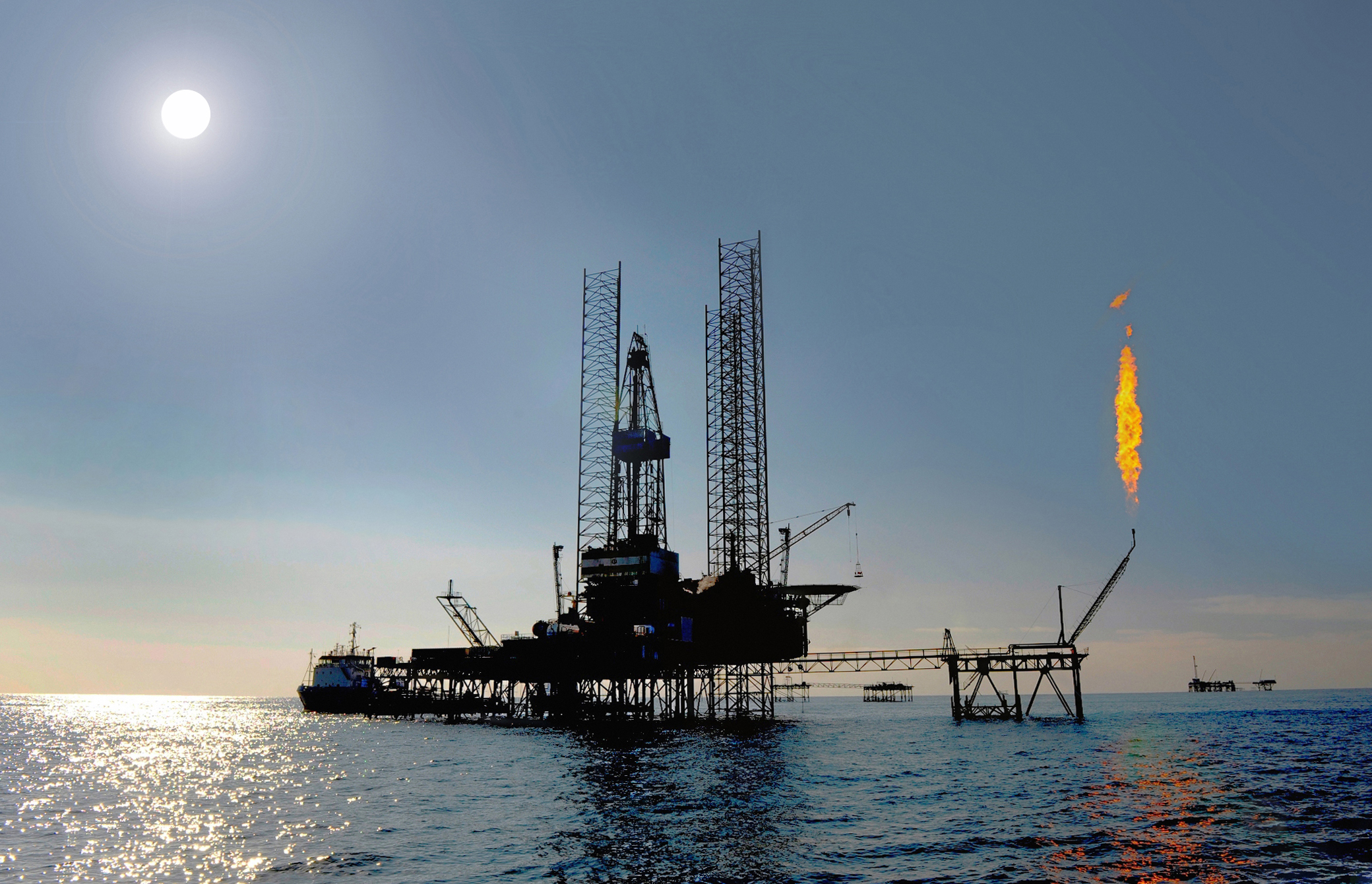
Piattaforma petrolifera nel Mar Caspio

L'esistenza di petrolio nel Turkmenistan occidentale era nota già nel XVIII secolo. Il generale Aleksey Kuropatkin riferì nel 1879 che la Penisola di Cheleken aveva ben tremila giacimenti petroliferi. Nel XIX secolo, i coloni turkmeni estraevano petrolio in superficie e lo trasportavano via nave ad Astrakhan e in Iran con carovane di cammelli. Le trivellazioni petrolifere commerciali iniziarono negli anni Novanta del XIX secolo. L'industria petrolifera crebbe con lo sfruttamento dei giacimenti di Cheleken nel 1909 (da parte di Branobel) e di Balkanabat negli anni Trenta. La produzione aumentò vertiginosamente con la scoperta del giacimento di Gumdag nel 1948 e del giacimento di Goturdepe nel 1959. Nel 1940 la produzione aveva raggiunto i due milioni di tonnellate all'anno, nel 1960 oltre quattro milioni di tonnellate e nel 1970 oltre 14 milioni di tonnellate. La produzione di petrolio nel 2019 è stata di 9,8 milioni di tonnellate.
I pozzi petroliferi si trovano principalmente nelle pianure occidentali. Quest'area produce anche gas naturale associato. I principali giacimenti petroliferi sono Cheleken, Gonurdepe, Nebitdag, Gumdag, Barsagelmez, Guyujyk, Gyzylgum, Ordekli, Gogerendag, Gamyshlyja, Ekerem, Chekishler, Keymir, Ekizek e Bugdayly. Il petrolio viene prodotto anche da pozzi offshore nel Mar Caspio. La maggior parte del petrolio viene estratto dalla Compagnia statale del Turkmenistan (Concern) Türkmennebit dai giacimenti di Goturdepe, e nella penisola di Hazar vicino al Mar Caspio, che hanno una riserva combinata stimata di 700 milioni di tonnellate. Gran parte del petrolio prodotto in Turkmenistan viene raffinato nelle raffinerie di Türkmenbaşy e Seydi. Una parte del petrolio viene esportata tramite petroliere attraverso il Mar Caspio in rotta verso l'Europa via Baku e Makhachkala. Tra le aziende straniere coinvolte nell'estrazione petrolifera offshore figurano l'italiana Eni S.p.A., la malese Dragon Oil e la malese Petronas.
Il 21 gennaio 2021, i governi dell'Azerbaigian e del Turkmenistan hanno firmato un memorandum d'intesa per lo sviluppo congiunto di un giacimento petrolifero nel Mar Caspio che si estende lungo i confini delle due nazioni. Noto in precedenza come Kyapaz in azero e Serdar in turkmeno, il giacimento petrolifero, ora chiamato Dostluk ("amicizia" in entrambe le lingue), ha potenzialmente riserve fino a 60 milioni di tonnellate di petrolio, oltre al gas naturale associato.

## Servizi e terziario

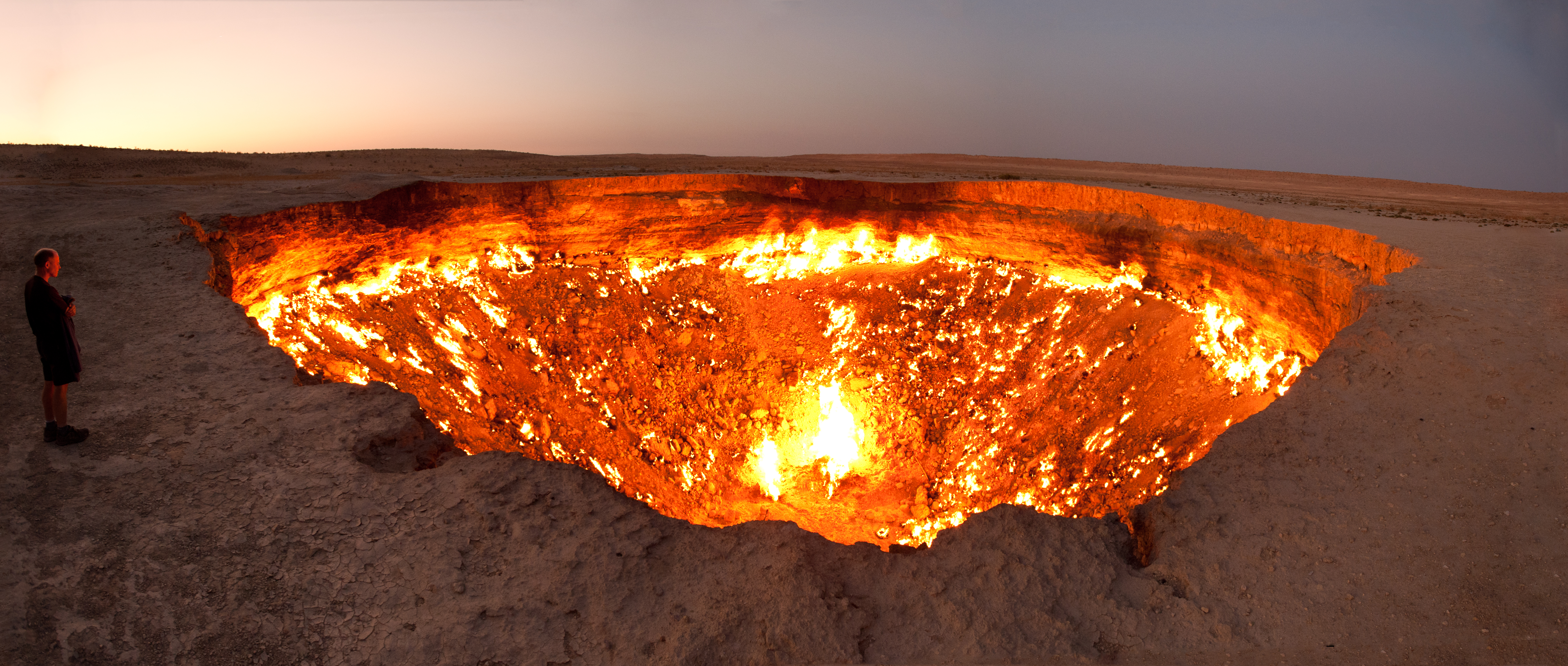
Il cratere Darvaza detto la porta dell'Inferno

Il Turkmenistan ha segnalato l'arrivo di 14.438 turisti stranieri nel 2019. Il turismo internazionale del Turkmenistan non è cresciuto in modo significativo nonostante la creazione della zona turistica Awaza sul Mar Caspio. Ogni viaggiatore deve ottenere un visto prima di entrare in Turkmenistan. Per ottenere un visto turistico, i cittadini della maggior parte dei paesi necessitano di assistenza per il visto da un'agenzia di viaggi locale. Per i turisti che visitano il Turkmenistan, esistono tour organizzati che offrono visite a siti storici a Daşoguz, Konye-Urgench, Nisa, Antica Merv e Mary e nelle vicinanze, così come tour sulla spiaggia di Avaza e tour e vacanze mediche nei sanatori di Mollagara, Bayramaly, Ýylysuw e Archman.

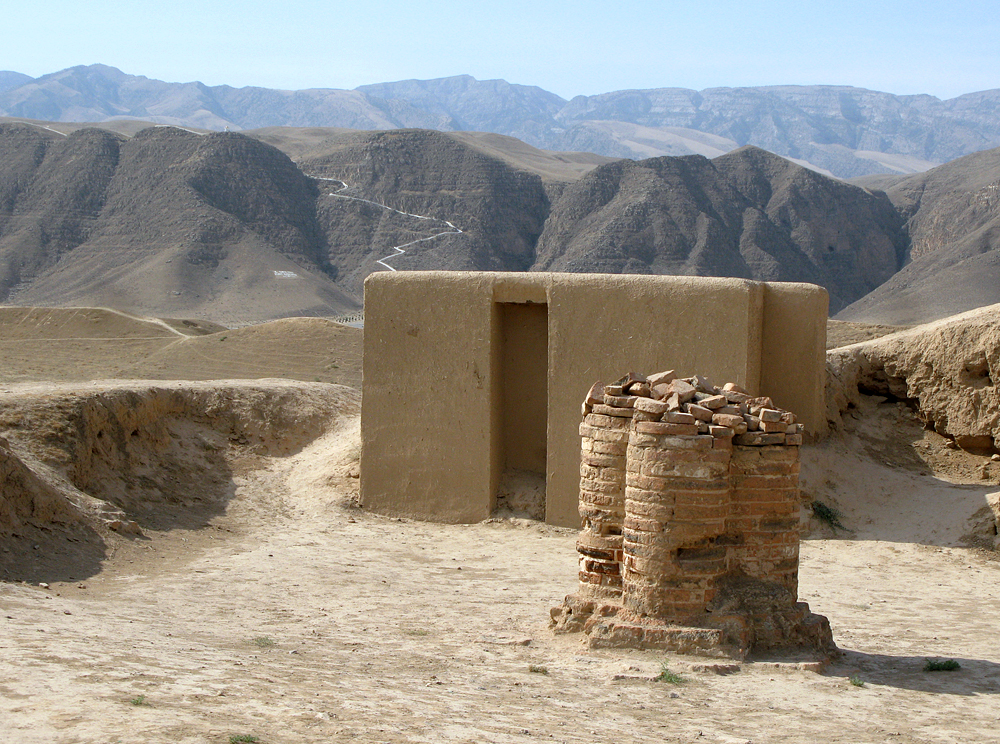
Fortezze partiche di Nisa

In Turkmenistan ci sono tre siti Patrimoni dell'umanità. Nisa (anche Parthaunisa) era un'antica città, situata nei pressi dell'odierna Bagyr, un quartiere di Ashgabat, 18 km a sud-ovest del centro. Nisa è descritta da alcuni come una delle prime capitali dei Parti. Si ritiene tradizionalmente che sia stata fondata da Arsace I di Partia (che regnò tra il 250 a.C. e il 211 a.C. circa), e che fosse considerata la necropoli reale dei Parti, sebbene non sia stato accertato che la fortezza di Nisa fosse una residenza reale o un mausoleo. Merv, in passato Satrapo achemenide di Margiana, e in seguito Alessandria e Antiochia in Margiana, fu una delle principali oasi-città dell'Asia centrale, sulla storica Via della seta, situata vicino all'odierna Mary. Su questo sito sono esistite diverse città, il che è significativo per l'interscambio culturale e politico in un sito di grande valore strategico. Si sostiene che Merv sia stata per un breve periodo la città più grande del mondo nel XII secolo.
Konye-Urgench è un comune di circa 30.000 abitanti nel Turkmenistan nord-orientale, appena a sud del confine con l'Uzbekistan. È il sito dell'antica città di Ürgenç, che ospita le rovine non ancora scavate della capitale del Corasmia, risalente al XII secolo. Dal 2005, le rovine della Vecchia Urgench sono protette dall'UNESCO come Patrimonio dell'umanità.